# 馬駒橋鎮
马驹桥镇，是中华人民共和国北京市通州區下辖的一个镇，紧邻北京经济技术开发区。

## 歷史
隋末唐初时，由于是草场，在此放养大量军马，便起名“马驹里”。草场紧挨凉水河，河上建桥得名“马驹桥”。
明英宗至此，突然下起大雨，河水涨起，把桥冲坏。明朝国库空虚，明英宗自掏腰包，出资修桥，赐名“宏仁桥”，但依然习惯叫“马驹桥”。
清朝乾隆年间，重修马驹桥，乾隆帝亲书御碑修桥记，立碑亭。
1964年，马驹桥拆毁，改建水泥桥。文化大革命将碑亭毁坏，现残碑移至西海子公园葫芦湖边。
2001年11月13日，大杜社镇并入马驹桥镇。
2019年，马驹桥镇区被纳入亦庄新城规划范围。

## 行政区划
马驹桥镇下辖以下地区：
新海南里社区、新海北里社区、新海祥和社区、一街村、二街村、三街村、北门口村、大葛庄村、东店村、西店村、西后街村、辛屯村、大白村、马村、小白村、姚村、张各庄村、古庄村、杨秀店村、周营村、小张湾村、房辛店村、张村、郭村、柴务村、大周易村、小周易村、史村、前银子村、后银子村、驸马庄村、南堤村、大杜社村、团瓢庄村、后堰上村、前堰上村、姚辛庄村、陈各庄村、南小营村、西田阳村、东田阳村、小杜社村、六郎庄村、西马各庄村、小松垡村、大松垡村、神驹村和柏福村。

## 外部連結
- 通州年鉴 - 马驹桥镇